# 蔡倫戈體育會
蔡倫戈體育會（S.P. Cailungo）是聖馬力諾博爾戈馬焦雷的一个足球俱乐部。球隊的主要顏色是紅色和綠色。

## 榮譽
- 聖馬力諾聯邦盃冠軍：1
  - 2002